# Maskermuggenvanger
De maskermuggenvanger (Polioptila dumicola) is een zangvogel uit de familie Polioptilidae (muggenvangers).

## Verspreiding en leefgebied
Deze soort telt 3 ondersoorten:
- P. d. saturata: centraal Bolivia.
- P. d. berlepschi: centraal Brazilië en noordoostelijk Bolivia.
- P. d. dumicola: van oostelijk Bolivia tot zuidoostelijk Brazilië, Uruguay en oostelijk Argentinië.